# Wijken en buurten in Steenwijkerland
De Nederlandse gemeente Steenwijkerland is voor statistische doeleinden onderverdeeld in wijken en buurten. De gemeente is verdeeld in de volgende statistische wijken:
- Wijk 00 Stad-Steenwijk (CBS-wijkcode:170800)
- Wijk 02 Oldemarkt (CBS-wijkcode:170802)
- Wijk 03 Kalenberg (CBS-wijkcode:170803)
- Wijk 04 Kuinre (CBS-wijkcode:170804)
- Wijk 05 Blankenham (CBS-wijkcode:170805)
- Wijk 06 Scheerwolde (CBS-wijkcode:170806)
- Wijk 07 Vollenhove (CBS-wijkcode:170807)
- Wijk 08 Sint Jansklooster (CBS-wijkcode:170808)
- Wijk 09 Heetveld (CBS-wijkcode:170809)
- Wijk 10 Belt-Schutsloot (CBS-wijkcode:170810)
- Wijk 11 Wanneperveen (CBS-wijkcode:170811)
- Wijk 12 Dinxterveen (CBS-wijkcode:170812)
- Wijk 13 Giethoorn-Zuid (CBS-wijkcode:170813)
- Wijk 14 Giethoorn-Noord (CBS-wijkcode:170814)
- Wijk 15 Dwarsgracht (CBS-wijkcode:170815)
- Wijk 16 Blokzijl (CBS-wijkcode:170816)

Een statistische wijk kan bestaan uit meerdere buurten. Onderstaande tabel geeft de buurtindeling met kentallen volgens het Centraal Bureau voor de Statistiek (2008):
| CBS-buurtcode | Buurtnaam                                      | Inwonertal | Opp. totaal (ha) | Opp. land (ha) | Ligging                |
| ------------- | ---------------------------------------------- | ---------- | ---------------- | -------------- | ---------------------- |
| BU17080001    | Centrum Steenwijk                              | 740        | 22               | 22             | Locatie in de gemeente |
| BU17080002    | Steenwijk West                                 | 3000       | 80               | 75             | Locatie in de gemeente |
| BU17080003    | Steenwijkerdiep                                | 610        | 33               | 31             | Locatie in de gemeente |
| BU17080004    | Torenlanden                                    | 890        | 33               | 32             | Locatie in de gemeente |
| BU17080005    | Oostwijken, De Beitel                          | 1640       | 48               | 48             | Locatie in de gemeente |
| BU17080006    | Clingenborgh                                   | 1500       | 32               | 32             | Locatie in de gemeente |
| BU17080007    | Dolderkanaal                                   | 70         | 63               | 60             | Locatie in de gemeente |
| BU17080008    | Woldmeenthe                                    | 1260       | 46               | 44             | Locatie in de gemeente |
| BU17080009    | Oostermeenthe                                  | 3140       | 79               | 76             | Locatie in de gemeente |
| BU17080010    | Meentherand                                    | 10         | 29               | 27             | Locatie in de gemeente |
| BU17080011    | Nieuwe gagels                                  | 1920       | 83               | 77             | Locatie in de gemeente |
| BU17080012    | De gagels                                      | 2130       | 98               | 98             | Locatie in de gemeente |
| BU17080013    | Tuk                                            | 1610       | 73               | 73             | Locatie in de gemeente |
| BU17080014    | Groot Verlaat                                  | 110        | 82               | 78             | Locatie in de gemeente |
| BU17080015    | Zuidveen                                       | 610        | 49               | 49             | Locatie in de gemeente |
| BU17080016    | Steenwijkerwold                                | 1810       | 81               | 81             | Locatie in de gemeente |
| BU17080017    | Willemsoord                                    | 570        | 42               | 42             | Locatie in de gemeente |
| BU17080018    | Eesveen                                        | 400        | 42               | 42             | Locatie in de gemeente |
| BU17080019    | Witte Paarden                                  | 160        | 16               | 16             | Locatie in de gemeente |
| BU17080020    | Basse                                          | 80         | 13               | 13             | Locatie in de gemeente |
| BU17080021    | Kallenkote                                     | 300        | 69               | 69             | Locatie in de gemeente |
| BU17080022    | Onna                                           | 120        | 16               | 16             | Locatie in de gemeente |
| BU17080023    | Buitengebied Steenwijk Oost                    | 150        | 1482             | 1453           | Locatie in de gemeente |
| BU17080024    | Buitengebied Steenwijk West                    | 780        | 2134             | 2106           | Locatie in de gemeente |
| BU17080025    | Buitengebied Steenwijk Noord                   | 580        | 1791             | 1790           | Locatie in de gemeente |
| BU17080026    | Buitengebied Steenwijk Zuid                    | 200        | 1319             | 1285           | Locatie in de gemeente |
| BU17080027    | Buitengebied Willemsoord                       | 290        | 497              | 496            | Locatie in de gemeente |
| BU17080200    | Oldemarkt                                      | 2460       | 181              | 177            | Locatie in de gemeente |
| BU17080203    | Oosterbroek en Markerbroek                     | 80         | 668              | 645            | Locatie in de gemeente |
| BU17080208    | Verspreide huizen Paasloo                      | 400        | 612              | 611            | Locatie in de gemeente |
| BU17080209    | Verspreide huizen Oldemarkt                    | 80         | 520              | 518            | Locatie in de gemeente |
| BU17080300    | Kalenberg                                      | 220        | 76               | 71             | Locatie in de gemeente |
| BU17080301    | Ossenzijl                                      | 490        | 137              | 120            | Locatie in de gemeente |
| BU17080308    | Verspreide huizen Ossenzijl                    | 80         | 1453             | 1344           | Locatie in de gemeente |
| BU17080309    | Verspreide huizen Kalenberg                    | 40         | 1136             | 1012           | Locatie in de gemeente |
| BU17080400    | Kuinre                                         | 750        | 118              | 112            | Locatie in de gemeente |
| BU17080408    | Verspreide huizen Lindedijk en Rondebroek      | 70         | 473              | 468            | Locatie in de gemeente |
| BU17080409    | Verspreide huizen Kuinre                       | 90         | 719              | 710            | Locatie in de gemeente |
| BU17080500    | Kerkbuurt                                      | 130        | 16               | 16             | Locatie in de gemeente |
| BU17080501    | Dijkdorp Blankenham                            | 230        | 654              | 651            | Locatie in de gemeente |
| BU17080509    | Landelijk gebied                               | 50         | 1104             | 1080           | Locatie in de gemeente |
| BU17080600    | Scheerwolde                                    | 360        | 33               | 33             | Locatie in de gemeente |
| BU17080601    | Wetering                                       | 200        | 138              | 121            | Locatie in de gemeente |
| BU17080607    | Nederland                                      | 10         | 79               | 77             | Locatie in de gemeente |
| BU17080608    | Verspreide huizen polder Gelderingen IJsselham | 100        | 499              | 486            | Locatie in de gemeente |
| BU17080609    | Verspreide huizen Scheerwolde en Wetering      | 70         | 1697             | 1656           | Locatie in de gemeente |
| BU17080700    | Vollenhove                                     | 3930       | 203              | 200            | Locatie in de gemeente |
| BU17080701    | Moespot-Leeuwte                                | 150        | 340              | 328            | Locatie in de gemeente |
| BU17080709    | Verspreide huizen Vollenhove                   | 50         | 238              | 229            | Locatie in de gemeente |
| BU17080800    | Sint Jansklooster kern                         | 1170       | 77               | 77             | Locatie in de gemeente |
| BU17080808    | Verspreide huizen Sint Jansklooster            | 130        | 206              | 206            | Locatie in de gemeente |
| BU17080809    | Verspreide huizen Leeuwte (gedeeltelijk)       | 190        | 1238             | 614            | Locatie in de gemeente |
| BU17080900    | Heetveld kern                                  | 310        | 44               | 44             | Locatie in de gemeente |
| BU17080901    | Tussen Sint Jansklooster en Heetveld           | 230        | 129              | 129            | Locatie in de gemeente |
| BU17080906    | Verspreide huizen Barsbeek                     | 180        | 652              | 588            | Locatie in de gemeente |
| BU17080909    | Verspreide huizen Kadoelen en omgeving         | 220        | 458              | 458            | Locatie in de gemeente |
| BU17081000    | Belt-Schutsloot                                | 570        | 1026             | 687            | Locatie in de gemeente |
| BU17081100    | 't Haagje                                      | 800        | 79               | 78             | Locatie in de gemeente |
| BU17081102    | Blauwehand                                     | 100        | 313              | 79             | Locatie in de gemeente |
| BU17081103    | Wanneperveen                                   | 300        | 1231             | 942            | Locatie in de gemeente |
| BU17081104    | Ronduite                                       | 30         | 456              | 84             | Locatie in de gemeente |
| BU17081200    | Dinxterveen                                    | 280        | 282              | 270            | Locatie in de gemeente |
| BU17081201    | Roekebos                                       | 40         | 274              | 271            | Locatie in de gemeente |
| BU17081202    | Klosse                                         | 40         | 291              | 286            | Locatie in de gemeente |
| BU17081209    | Verspreide huizen Zomerdijk                    | 60         | 594              | 544            | Locatie in de gemeente |
| BU17081300    | Giethoorn-Zuid                                 | 990        | 570              | 418            | Locatie in de gemeente |
| BU17081301    | Plan Cornelisgracht                            | 180        | 12               | 9              | Locatie in de gemeente |
| BU17081309    | Verspreide huizen polder Giethoorn-Zuid        | 120        | 437              | 363            | Locatie in de gemeente |
| BU17081400    | Giethoorn-Noord kern                           | 570        | 55               | 55             | Locatie in de gemeente |
| BU17081401    | Overig Giethoorn-Noord                         | 430        | 444              | 408            | Locatie in de gemeente |
| BU17081408    | Verspreide huizen Giethoorn-Noord              | 100        | 823              | 802            | Locatie in de gemeente |
| BU17081409    | Verspreide huizen polder Halfweg               | 90         | 709              | 657            | Locatie in de gemeente |
| BU17081500    | Dwarsgracht                                    | 140        | 578              | 525            | Locatie in de gemeente |
| BU17081509    | Verspreide huizen Jonen                        | 10         | 154              | 113            | Locatie in de gemeente |
| BU17081600    | Blokzijl kern                                  | 1030       | 46               | 38             | Locatie in de gemeente |
| BU17081608    | Verspreide huizen ten noorden van Blokzijl     | 120        | 475              | 438            | Locatie in de gemeente |
| BU17081609    | Verspreide huizen ten zuiden van Blokzijl      | 120        | 1065             | 1010           | Locatie in de gemeente |